# Makoto Okiguchi
Makoto Okiguchi (Osaka, Japón, 22 de noviembre de 1985) es un gimnasta artístico japonés, subcampeón olímpico en Pekín 2008 en el concurso por equipos, y dos veces subcampeón del mundo en 2007 y 2011, también por equipos.

## Carrera deportiva
En el Mundial celebrado en Stuttgart en 2007 consigue la plata en el concurso por equipos; Japón queda tras China y por delante de Alemania.
En los JJ. OO. de Pekín 2008 vuelve a ganar la medalla de plata en el concurso por equipos; esta vez Japón queda por detrás de los anfitriones, China, y por delante de Estados Unidos.
En el Mundial de Tokio 2011 gana la plata en el concurso por equipos —de nuevo tras China y delante de Estados Unidos— y el bronce en el ejercicio de salto de potro, tras el surcoreano Yang Hak-Seon y el ruso Anton Golotsutskov.